# Christian Democracy
Christian Democracy é o primeiro álbum de estúdio da banda Unlife. Lançado em 2010 pela gravadora Auto-Production.

## Faixas
1. "Help! Saint Anna, I will become a monk!" - 00:39
2. "Welcome To the Candy Church" - 04:14
3. "A Teoria da Hipocrisia" - 04:12
4. "Silêncio dos Culpados" - 03:12
5. "Almas de Cera" - 03:15
6. "Cântico dos Arrependidos" - 00:43
7. "Você ainda não Ouviu Nada" - 04:12
8. "Posso Ouvir um Amém?" - 05:17
9. "Não há Lugar como nossa Casa" - 03:22
10. "Game Over , Insert Coins..." - 01:22
11. "Gênesis" - 03:54

Total de Tempo: 34:27